# Opowieść wigilijna (Doktor Who)
Opowieść wigilijna (ang. A Christmas Carol) – świąteczny odcinek specjalny brytyjskiego serialu science-fiction pt. Doktor Who. Premiera odcinka odbyła się 25 grudnia 2010 roku jednocześnie na kanałach BBC One i BBC America. Jest on szóstym odcinkiem świątecznym od przywrócenia serialu na ekrany w 2005 roku oraz pierwszym odcinkiem tego serialu, którego premiera odbyła się jednocześnie w Wielkiej Brytanii i Stanach Zjednoczonych. Scenariusz odcinka został napisany przez Stevena Moffata, a reżyserem był Toby Haynes.
Scenariusz Opowieści wigilijnej jest inspirowany opowiadaniem Charlesa Dickensa pod tym samym tytułem. W odcinku wystąpiła brytyjska piosenkarka, Katherine Jenkins, dla której była to pierwsza duża rola telewizyjna. Jenkins podczas odcinka również zaśpiewała piosenkę napisaną specjalnie dla niej. Zdjęcia odbyły się w lipcu i sierpniu 2010 roku. Odcinek ten obejrzało ponad 12 milionów widzów w Wielkiej Brytanii. Odcinek został zasadniczo dobrze przyjęty przez krytyków.

## Fabuła
Statek kosmiczny wiozący 4003 pasażerów, w tym przyjaciół Doktora – Amy Pond i Rory’ego Williamsa – musi awaryjnie lądować. Jednakże warunki atmosferyczne panujące na planecie, nad którą przelatywali, są bardzo trudne. Okazuje się, że atmosferą planety za pomocą specjalnej maszyny kontrolującej kryształki lodu włada zgorzkniały, stary człowiek o imieniu Kazran Sardick i tylko on może uratować statek. Doktor, wezwany przez Amy, stara się uratować życie pasażerów, rozmawiając z Sardickiem. Gdy bezpośrednia perswazja się nie udaje, Doktor przygotowuje plan inspirowany Opowieścią wigilijną Dickensa. Przenosi się w przeszłość, gdzie spotyka młodego Kazrana. Doktor zauważa, że młody Kazran jest zainteresowany pływającymi w atmosferze planety rybami, jednakże jego surowy ojciec zabrania mu rozwijania tej pasji. Doktor i młody Kazran, chcąc zwabić rybkę na przynętę w postaci śrubokrętu sonicznego, niechcący zwabiają rekina, który połyka część urządzenia i zaczyna gonić bohaterów. W końcu rekina uspokaja za pomocą swojego głosu przypadkowo wybudzona ze snu, młoda kobieta o imieniu Abigail, która została, podobnie jak wielu innych, zahibernowana przez ojca Kazrana, Elliota. Po tej przygodzie Doktor postanawia odwiedzać Kazrana i Abigail co roku w święta.
Podczas jednych świąt Kazran zauważa, że licznik na hibernatorze Abigail zbliża się ku zeru, co oznacza, że Abigail umiera. Nie mówiąc nic, przestaje chcieć podróżować z Doktorem w święta. By przekonać Kazrana do zmiany zdania, Doktor wraz z młodszą wersją Kazrana podróżuje w przyszłość, by pokazać młodszej wersji to, jaki będzie w przyszłości. Wówczas stary Kazran zauważa swój egoizm i postanawia pomóc załodze statku. Jednak okazuje się, że Doktor tak bardzo zmienił jego życie, że maszyna do kontrolowania atmosfery już go nie rozpoznaje i nie chce działać jak powinna. Doktor wtedy przypomina sobie, że nadal pewna część śrubokrętu tkwi w rekinie, a śpiew Abigail mógłby na tyle zakłócić atmosferę, że statek mógłby spokojnie wylądować na powierzchni planety. Wybudzają ją zatem, a Abigail śpiewem kontroluje kryształy za pośrednictwem śrubokrętu sonicznego i statek ląduje na powierzchni planety. Kazran spędza ostatnie chwile życia Abgail wraz z nią.

### Nawiązania do innych historii
- Amy w tym odcinku nosi strój policjantki użyty w odcinku Jedenasta godzina (2010), a Rory – strój Rzymianina, użyty w historii Otwarcie Pandoriki / Wielki wybuch (2010)[14].
- Podczas jednej ze wspólnych wypraw Doktora, Kazrana i Abgail bohaterowie noszą długie szaliki podobne do tego, który nosił Czwarty Doktor, a podczas innej wyprawy – fezy, które stały się elementem charakterystycznym dla Jedenastego Doktora[12].
- Kazran stwierdza, że konsola do operowania atmosferą jest „izomorficzna”. To samo czwarty Doktor mówi, wypowiadając się o konsoli TARDIS w historii Pyramids of Mars (1975)[12].

## Produkcja

### Scenariusz
Scenariusz do tego odcinka został napisany przez producenta wykonawczego serialu, Stevena Moffata. W związku z tym, że poprzedni odcinek świąteczny, Do końca wszechświata, był utrzymany w mroczniejszym klimacie, Moffat chciał napisać „naprawdę świąteczny” odcinek. Wyjaśniając, dlaczego wybrał jako częściowe źródło inspiracji akurat Opowieść wigilijną Dickensa, Moffat powiedział, że to zapewne jego ulubiona świąteczna opowieść, która ponadto ma motyw podobny do podróży w czasie. Dodatkowo fabuła odcinka jest oparta na opowiadaniu Dickensa, ponieważ jego postać pojawiła się już wcześniej w serialu. W dzieciństwie Steven Moffat bał się rekinów, które mogłyby żyć poza wodą, dlatego też tę koncepcję wykorzystał w tym odcinku.

### Casting
Irlandzki aktor, Michael Gambon został obsadzony w roli Kazrana Sardicka. Andy Pryor, kierownik działu obsady, nie sądził, by Gambon miał czas w swoim napiętym grafiku i był zaskoczony, gdy ten przyjął rolę. Matt Smith, Karen Gillan i Arthur Darvill czuli się zaszczyceni możliwością pracowania z aktorem. Gambon zagrał rolę Kazrana w podeszłym wieku, w wieku dziecięcym rolę tę zagrał Laurence Belcher, a w wieku dorosłym – Danny Horn.
Ten odcinek to również debiut aktorski walijskiej piosenkarki Katherine Jenkins. Krótko przez swoimi 30. urodzinami w czerwcu 2010 została poproszona o zagranie roli Abigail i przyjęła propozycję. Moffat nie był świadomy, że Jenkins nie miała żadnego doświadczenia aktorskiego. Producentka Sanne Wohlenberg wierzyła, że Jenkins jest idealną kandydatką do powierzonej jej roli. Jenkins stwierdziła, że mimo wielkiego zdenerwowania, to dzięki zespołowi produkcyjnemu Doktora Who, który okazywał jej wiele wsparcia, udało jej się w odpowiedni sposób zagrać powierzoną rolę.

### Filmowanie i efekty specjalne
Produkcja odcinka rozpoczęła się 12 lipca 2010 i trwała do sierpnia tego samego roku. Odcinek był debiutem Michaela Pickwooda jako nowego scenografa serialu. Pickwood i reżyser serialu, Haynes, współpracowali, by stworzyć miasto, które zawierałoby elementy, które byłyby potrzebne społeczeństwu dzielącemu swe codzienne życie z rybami. Prawie wszystkie okna w stworzonym przez nich mieście były okrągłe, by przypominały okręty podwodne. Konstrukcje zostały wykonane z metalu i sfilmowane w lokalnych hutach. Ściany domów miały przypominać kolorem zaśniedziałą miedź, która w połączeniu z czerwonymi zasłonami reprezentować miały kolory świąteczne: czerwony i zielony. Obraz ojca Kazrana został wykonany na podstawie zdjęcia Gambona, które zostało wydrukowane na płótnie, a następnie podmalowane. Maszyna kontrolująca atmosferę należąca do Kazrana była inspirowana organami kościelnymi.
Scena, w której Doktor wyskakuje z komina, została wykonana przez kaskadera. W celu zachowania fabuły odcinka w tajemnicy, modelowi rekina nadano kryptonim Clive. Wiele scen zostało wykonanych z użyciem greenscreenu.

### Muzyka
Odcinek zawiera piosenkę napisaną specjalnie dla Jenkins, zatytułowaną Abigail’s Song (Silence Is All You Know). O jej napisanie został poproszony Murray Gold, który już wcześniej był odpowiedzialny za tworzenie muzyki do serialu. Jenkins nagrała demo tej piosenki w studio, ale wykonywała później tę piosenkę bezpośrednio podczas kręcenia sceny, dla bardziej wiarygodnego efektu. Następnie nagrała jeszcze jedną, ostateczną wersję piosenki, z nową, delikatniejszą aranżacją skomponowaną przez National Orchestra of Wales. Zarówno piosenka śpiewana przez Jenkins, jak i wybrane utwory związane z odcinkiem, wszystkie skomponowane przez Golda, zostały wydane 21 marca 2011 na osobnej płycie Doctor Who: Original Television Soundtrack – A Christmas Carol przez Silva Screen Records.

## Emisja
Odcinek Opowieść wigilijna został po raz pierwszy wyświetlony w Wielkiej Brytanii na kanale BBC One 25 grudnia 2010 roku. Według nocnych analiz odcinek ten był drugim programem po odcinku serialu EastEnders z największą oglądalnością w pierwszy dzień Bożego Narodzenia w Wielkiej Brytanii, ze średnią oglądalnością 10,3 miliona widzów (szczytowo 10,7 miliona). Ostateczna wynik BBC One był jednak wyższy. Opowieść wigilijną obejrzało 12,11 miliona widzów w Wielkiej Brytanii, co oznacza, że był to czwarty najczęściej oglądany odcinek Doktora Who w dniu premiery od wznowienia serialu w 2005 roku (po odcinkach Rejs potępieńców, Drugi „Doktor” oraz drugiej części historii Do końca wszechświata). Odcinek ten był trzecim najczęściej oglądanym programem brytyjskiej telewizji tego tygodnia. Ponadto 716 tysięcy widzów obejrzało odcinek za pośrednictwem BBC iPlayer, co czyni go ósmym najczęściej pobieranym programem w grudniu 2010 roku.
Opowieść wigilijna był pierwszym odcinkiem wyemitowanym tego samego dnia jednocześnie w Wielkiej Brytanii na BBC1 i w Stanach Zjednoczonych na BBC America. W USA odcinek ten obejrzało 727 tysięcy widzów, co oznaczało 8% wzrost w stosunku do poprzedniego odcinka specjalnego (pierwszy odcinek historii Do końca wszechświata). 26 grudnia 2010 roku odcinek ten miał też swoją premierę w Kanadzie na kanale Space oraz w Australii na kanale ABC1.
W Polsce ten odcinek specjalny miał swoją premierę w pierwszy dzień świąt dokładnie rok po swojej premierze w Wielkiej Brytanii – 25 grudnia 2011 roku, o godzinie 16:00, na kanale BBC Entertainment.

## Odbiór
Odcinek został pozytywnie przyjęty przez krytyków. Daniel Martin z The Guardian opisał odcinek jako „wystawny triumf”. Simon Brew, piszący dla Den of Geek pochwalił Moffata za „nie pójście na łatwiznę” z adaptacją i dodał, że to „bez wątpienia naprawdę bardzo szalony odcinek świąteczny i traktuje materiał wyjściowy Dickensa z szacunkiem”. Recenzent ze strony internetowej The A.V. Club, Keith Phipps, ocenił odcinek na A-, nazywając go „najlepszym odcinkiem świątecznym Doktora Who”. Pochwalił on w swojej recenzji Gambona, Smith, obu aktorów grających młodszych Sadricków, a także Gillan i Darvilla, lecz Katherine Jenkins opisał „jest bardziej eteryczną osobistością z pięknym głosem… niż aktorką”.
Dave Golder z SFX dał cztery i pół gwiazdki z pięciu, wyjaśniając, że to „najbardziej dorosły odcinek świąteczny, jaki dotychczas wyemitowano, z pewnymi skomplikowanymi technikami opowiadania”. Wypowiedział się na temat fabuły: „napędzana [była] przez postacie i kilka pomysłowych koncepcji”. Pochwalił debiut Jenkins, a także Matta Smitha, opisując go jako „siła natury rozpętana na ekranie”. Cindy White z IGN oceniła odcinek na 7 (w skali do 10) opisując go jako „mądry remiks starej rodzinnej historii Charlesa Dickensa”. Pochwaliła również Smitha, Gambona i Jenkins. Brad Trechak, piszący dla TV Squad pochwalił Moffata za „fachowo tkaną historię”. Krytyk MTV Rick Marshall opisał odcinek jako „jeden z najlepszych z nowej serii […] wypełnionym odpowiednią ilością humoru, dramatu, przerażenia i sentymentalnego szacunku dla klasycznej opowieści, która zainspirowała jego fabułę”.
Recenzent Zap2it, Sam McPherson napisał, że „cieszył się Opowieścią wigilijną bardziej niż prawie każdym innym odcinkiem specjalnym, które były emitowane od wznowienia w 2005”, ale „niektóre części były całkowicie głupie, a inne były zupełnie niespójne” z powodu szalonego tempa. Choć uważał, że Amy i Rory byli jednak „karygodnie niewykorzystani” to jednak byli oni odpowiedzialni za „dużą dawkę śmiechu”, a Doktora opisał jako „prawdziwa rozkosz odcinka”. Krytyk The Daily Telegraph, Chris Harvey był mniej entuzjastyczny względem odcinka, pisząc, że „ładnie się zaczął”, ale „do czasu śpiewania do rekina, miałem dość”, myśląc, że „to naprawdę nie jest dla starych gburów jak ja, którzy mieli większą frajdę widząc Michaela Gambona w roli skąpego Kazrana Sadricka, gdy był szyderczy i burkliwy na początku, niż kiedy był na wskroś sympatyczny na końcu odcinka”.

### Nagrody
Odcinek Opowieść wigilijna był nominowany do Nagrody Hugo w kategorii najlepsza prezentacja dramatyczna (krótka forma) w 2011 roku. Ostatecznie nagrodę tę otrzymały poprzedzające ją odcinki Otwarcie Pandoriki / Wielki Wybuch z tego samego serialu.

## Wydanie na DVD i Blu-ray
Odcinek Opowieść wigilijna został wydany na DVD i Blu-ray jako niezależny segment, najpierw w regionie drugim 24 stycznia 2011, a następnie w regionie pierwszym 15 lutego 2011 roku. Poza samym odcinkiem, wydanie to zawierało odcinek Christmas Special 2010 serialu dokumentalnego Doktor Who: Ściśle tajne, jak również okrojoną wersję Doctor Who Prom z 2010 roku.
Ponadto odcinek ten dołączono później do zestawu obejmującego również cały szósty sezon serialu. Zestaw ten był dostępny od 21 listopada 2011 w regionie drugim i 22 listopada 2011 w Regionie pierwszym.
19 października 2015 został wydany zestaw odcinków na DVD o nazwie Doctor Who – The Christmas Specials. Zestaw obejmował 10 odcinków świątecznych, od odcinka Świąteczna inwazja do Ostatnia gwiazdka, włącznie z Opowieścią wigilijną.